# Grădinari (Giurgiu)
Grădinari is een Roemeense gemeente in het district Giurgiu.

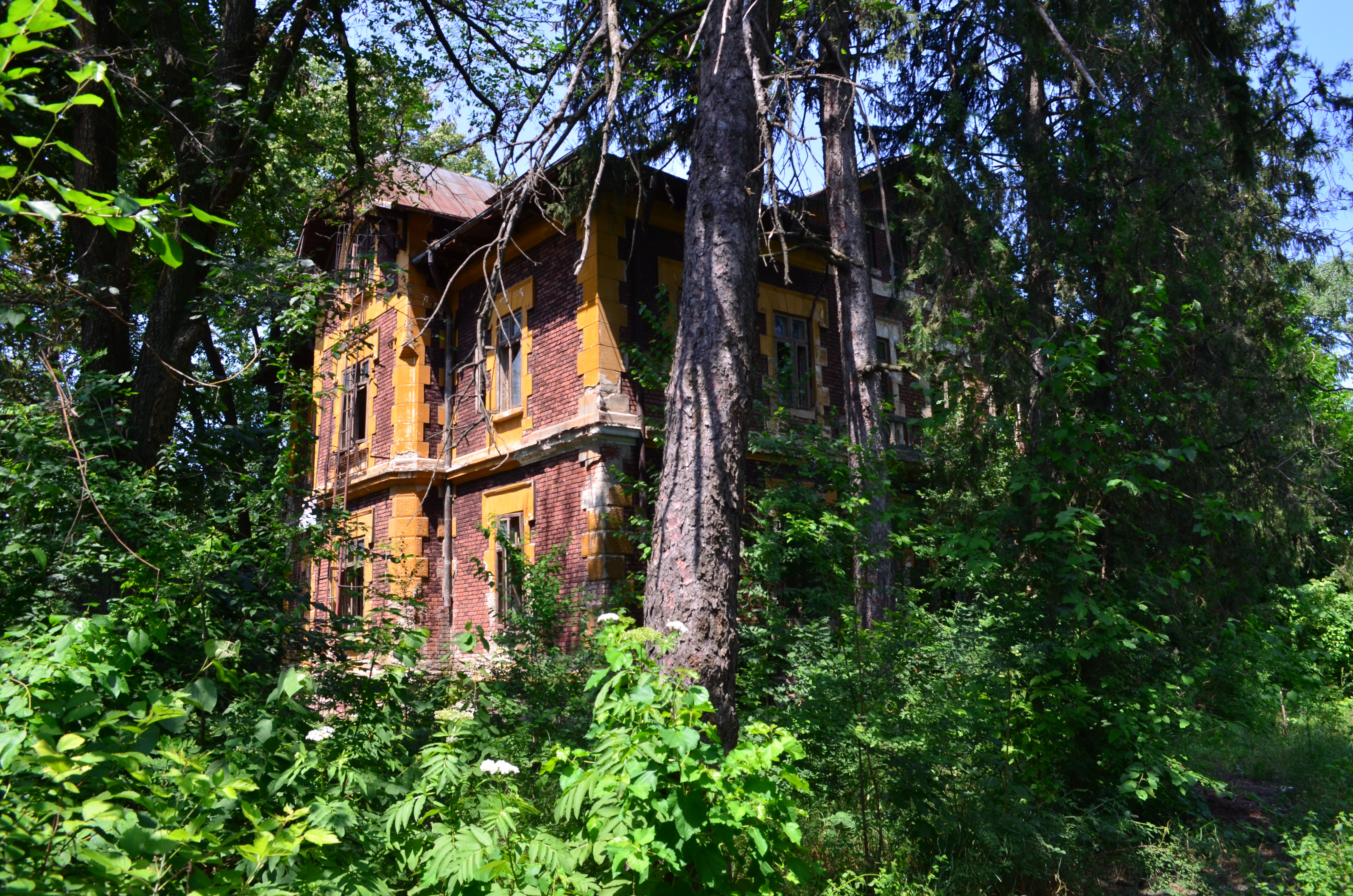
Monument in bos

Grădinari telt 3233 inwoners.